# National Board of Review Award/Bester Dokumentarfilm
Die Gewinner des National Board of Review Award für den besten Dokumentarfilm. Zwischen 1944 und 1987 wurde der Preis nicht vergeben.
Die Jahreszahlen der Liste nennen die bewerteten Filmjahre, die Preisverleihungen fanden jeweils im Folgejahr statt.
- 2024: Sugarcane von Julian Brave NoiseCat und Emily Kassie
- 2023: Still: A Michael J. Fox Movie von Davis Guggenheim
- 2022: Sr. von Chris Smith
- 2021: Summer of Soul (…Or, When the Revolution Could Not Be Televised) von Questlove
- 2020: Time von Garrett Bradley
- 2019: Maiden von Alex Holmes
- 2018: RBG – Ein Leben für die Gerechtigkeit von Betsy West und Julie Cohen
- 2017: Jane von Brett Morgen
- 2016: O. J. Simpson: Made in America von Ezra Edelman
- 2015: Amy von Asif Kapadia
- 2014: Life Itself von Steve James
- 2013: Stories We Tell von Sarah Polley
- 2012: Searching for Sugar Man von Malik Bendjelloul
- 2011: Paradise Lost 3: Purgatory von Joe Berlinger und Bruce Sinofsky
- 2010: Waiting for „Superman“ von Davis Guggenheim
- 2009: Die Bucht von Louie Psihoyos
- 2008: Man on Wire – Der Drahtseilakt (Man on Wire) von James Marsh
- 2007: Body of War von Ellen Spiro und Phil Donahue
- 2006: Eine unbequeme Wahrheit (An Inconvenient Truth) von Davis Guggenheim
- 2005: Die Reise der Pinguine von Luc Jacquet
- 2004: Im Bordell geboren – Kinder im Rotlichtviertel von Kalkutta von Zana Briski
- 2003: The Fog of War von Errol Morris
- 2002: Bowling for Columbine von Michael Moore
- 2001: The Endurance von George Butler
- 2000: The Life and Times of Hank Greenberg von Aviva Kempner
- 1999: Buena Vista Social Club von Wim Wenders
- 1998: Wild Man Blues von Barbara Kopple
- 1997: Schnell, billig und außer Kontrolle (Fast, Cheap & Out of Control) von Errol Morris
- 1996: Das verlorene Paradies – Die Kindermorde in Robin Hood Hills (Paradise Lost: The Child Murders at Robin Hood Hills) von Joe Berlinger und Bruce Sinofsky
- 1995: Crumb von Terry Zwigoff
- 1994: Hoop Dreams von Steve James
- 1993: Die Kommandozentrale (The War Room) von Chris Hegedus und D. A. Pennebaker
- 1992: Brother’s Keeper von Joe Berlinger
- 1991: Hearts of Darkness – Reise ins Herz der Finsternis (Hearts of Darkness: A Filmmaker's Apocalypse) von Fax Bahr and George Hickenlooper
- 1989: Roger & Me von Michael Moore
- 1988: The Thin Blue Line von Errol Morris
- 1987: Chuck Berry – Hail! Hail! Rock ’n’ Roll von Taylor Hackford
- 1944:
  - Memphis Belle, Attack! von William Wyler The Battle for New Britain von ?
  - With the Marines at Tarawa von Louis Hayward
  - Battle for the Marianas von ?
  - Tunisian Victory von Frank Capra, Hugh Stewart und John Huston
- 1943:
  - Desert Victory von Roy Boulting und David MacDonald
  - The Battle of Russia von Frank Capra und Anatole Litvak
  - Vorspiel zum Krieg von Frank Capra und Anatole Litvak
  - Drei Caballeros im Sambafieber von Norm Ferguson, Wilfred Jackson, Jack Kinney, Hamilton Luske, Bill Roberts
  - The Silent Village von Humphrey Jennings
- 1942:
  - Moscow Strikes Back von Ilja Kopalin und Leonid Warlamow
  - Native Land von Leo Hurwitz und Paul Strand
  - Word in Action von ?
- 1941:
  - Target for Tonight von Harry Watt
  - The Forgotten Village von Herbert Kline (Regie) und Alexander Hammid (Regieassistenz)
  - Ku Kan von ?
  - The Land von Robert J. Flaherty
- 1940: The Fight for Life von Pare Lorentz